# Antikkens drakme
Antikkens drakmer var navnet på en af mønttyperne i Oldtidens Grækenland fra omkring 6. århundrede f.Kr..
Ordet "drakmer" kommer fra verbet drassomai (δράσσομαι), som betyder "at gribe". Oldgræsk δραχμή kan derfor nok bedst oversættes som "en håndfuld".  Navnet overlever i den muslimske mønt, dirhamen.
En drakmer var i oldtiden den almindelige dagløn for en arbejder eller en fodsoldat. 100 drakmer udgjorde en mine, mens 60 miner udgjorde en talent. En talent tilsvarede dermed 6.000 daglønninger. En drakme udgjorde seks oboler, som igen var otte khalkoi - den mindste af møntenhederne i antikkens Athen. 